# Glow (Ella Henderson)
Glow è un singolo della cantante britannica Ella Henderson, il secondo estratto dall'album in studio di debutto Chapter One e pubblicato il 19 settembre 2014.

## Tracce
Download digitale
1. Glow – 3:48 (Camille Purcell, Steve Mac)